# Catenay
Catenay és un municipi francès situat al departament del Sena Marítim i a la regió de Normandia. L'any 2007 tenia 732 habitants.

## Demografia

### Població
El 2007 la població de fet de Catenay era de 732 persones. Hi havia 256 famílies de les quals 36 eren unipersonals (24 homes vivint sols i 12 dones vivint soles), 86 parelles sense fills, 130 parelles amb fills i 4 famílies monoparentals amb fills.
La població ha evolucionat segons el següent gràfic:
Habitants censats

### Habitatges
El 2007 hi havia 275 habitatges, 266 eren l'habitatge principal de la família, 3 eren segones residències i 6 estaven desocupats. 266 eren cases i 8 eren apartaments. Dels 266 habitatges principals, 240 estaven ocupats pels seus propietaris, 19 estaven llogats i ocupats pels llogaters i 6 estaven cedits a títol gratuït; 2 tenien una cambra, 4 en tenien dues, 22 en tenien tres, 62 en tenien quatre i 175 en tenien cinc o més. 170 habitatges disposaven pel capbaix d'una plaça de pàrquing. A 99 habitatges hi havia un automòbil i a 162 n'hi havia dos o més.

### Piràmide de població
La piràmide de població per edats i sexe el 2009 era:
| Homes | Edats   | Dones |
| ----- | ------- | ----- |
| 0     | 95 o +  | 0     |
| 0     | 90 a 94 | 0     |
| 0     | 85 a 89 | 0     |
| 0     | 80 a 84 | 0     |
| 4     | 75 a 79 | 12    |
| 20    | 70 a 74 | 24    |
| 4     | 65 a 69 | 4     |
| 24    | 60 a 64 | 12    |
| 4     | 55 a 59 | 12    |
| 40    | 50 a 54 | 24    |
| 20    | 45 a 49 | 32    |
| 36    | 40 a 44 | 20    |
| 32    | 35 a 39 | 20    |
| 28    | 30 a 34 | 36    |
| 12    | 25 a 29 | 20    |
| 16    | 20 a 24 | 4     |
| 28    | 15 a 19 | 20    |
| 28    | 10 a 14 | 24    |
| 24    | 5 a 9   | 36    |
| 20    | 0 a 4   | 24    |

## Economia
El 2007 la població en edat de treballar era de 503 persones, 380 eren actives i 123 eren inactives. De les 380 persones actives 359 estaven ocupades (189 homes i 170 dones) i 20 estaven aturades (11 homes i 9 dones). De les 123 persones inactives 49 estaven jubilades, 42 estaven estudiant i 32 estaven classificades com a «altres inactius».

### Ingressos
El 2009 a Catenay hi havia 265 unitats fiscals que integraven 732,5 persones, la mediana anual d'ingressos fiscals per persona era de 21.759 €.

### Activitats econòmiques
Dels 8 establiments que hi havia el 2007, 2 eren d'empreses de fabricació d'altres productes industrials, 2 d'empreses de construcció, 1 d'una empresa de comerç i reparació d'automòbils, 1 d'una empresa d'informació i comunicació, 1 d'una empresa de serveis i 1 d'una entitat de l'administració pública.
Els 2 serveis als particulars que hi havia el 2009 eren paletes.
L'any 2000 a Catenay hi havia 10 explotacions agrícoles que ocupaven un total de 464 hectàrees.

## Equipaments sanitaris i escolars
El 2009 hi havia una escola elemental integrada dins d'un grup escolar amb les comunes properes formant una escola dispersa.

## Poblacions més properes
El següent diagrama mostra les poblacions més properes.